# Marino Grimani (cardeal)
Marino Grimani (Florença, 1499 - Orvieto, 28 de setmebro de 1546) foi um cardeal do século XVII.

## Biografia
Nasceu em Veneza em Ca. 1488/1489. De uma família nobre. Terceiro dos oito filhos de Gerolamo Grimani e Elena Priuli. Sobrinho do Cardeal Domenico Grimani (1493). Tio-tataravô do Cardeal Vincenzo Grimani (1697).
Estudos iniciais em casa com Gregorio Amaseo; em 1503 estudou com Girolamo Aleandro, futuro cardeal, que então se encontrava em Veneza a serviço de Aldo Manuzio; mais tarde, quase certamente, estudou com Marco Musuro em Veneza ou Pádua. Em 1504, foi para Roma, para a casa de seu tio, o cardeal, onde estudou novamente com Aleandro.
Clérigo de Veneza.
Eleito bispo de Ceneda em 16 de agosto de 1508; constituído administrador até atingir a idade canônica de 27 anos; ocupou a sé até 1517. Consagrado (nenhuma informação encontrada). Promovido à sé patriarcal de Aquileia, 19 de janeiro de 1517; ocupou a sé até 18 de abril de 1529; e novamente de 17 de setembro de 1535 a 23 de janeiro de 1545.
Ordenado (nenhuma informação adicional encontrada). Ele celebrou missa na capella papale em 19 de dezembro de 1519.
Criado cardeal sacerdote no consistório de 3 de maio de 1527; recebeu o chapéu vermelho e o título de S. Vitale, 7 de fevereiro de 1528. Administrador da Sé de Ceneda, 18 de dezembro de 1531 até 20 de fevereiro de 1540; e novamente, 23 de janeiro de 1545 até sua morte. Optou pelo título de S. Marcello, em 12 de novembro de 1532. Administrador da Sé de Concórdia, de julho de 1533 até 1537. Administrador da sé de Città Castello, 19 de abril de 1534 até 4 de março de 1539. Participou do conclave de 1534, que elegeu o Papa Paulo III. Administrador da Sé de S. Pons de Tomières, 13 de novembro de 1534 até 20 de novembro de 1534. Legado em Perugia e Úmbria, 17 de setembro de 1535. Membro de diversas comissões para a reforma dos ofícios do Estado Pontifício. Optou pelo título de S. Maria in Trastevere, 4 de agosto de 1539. Legado para estabelecer a paz entre o rei Francisco I da França e o Sacro Imperador Romano Carlos V. Optou pela ordem dos cardeais bispos e pela sé suburbana de Frascati, 13 de março , 1541. Optou pela sé suburbana de Porto e Santa Rufina, em 24 de setembro de 1543. Vice-reitor do Sagrado Colégio dos Cardeais. Legado na Gália Cispadana, Parma e Piacenza, 5 de março de 1544. Patriarca titular latino de Constantinopla, 23 de março de 1545 até sua morte.
Morreu em Orvieto em 28 de setembro de 1546, Orvieto. Enterrado na catedral de Orvieto; mais tarde, transferido para Veneza e sepultado na igreja de S. Francesco delle Vigne, junto ao túmulo do seu tio cardeal